# Kvantinformation
Kvantinformation är ett forskningsområde där kvantmekanik och informationsteori kombineras. En grundläggande insikt är att information är fysisk, det vill säga finns enbart i samband med fysiska system. Därför påverkar fysikens lagar informationsteori. För små system, som atomer och fotoner ger kvantmekaniken den bästa beskrivningen. Därför används kvantinformationsteori för att utveckla kvantdatorer, vars beståndsdelar blir mycket små.